# Tetelilla
Tetelilla es una localidad del estado mexicano de Morelos. Es parte del municipio de Jonacatepec.

## Toponimia
El nombre «Tetelilla» es el diminutivo del nombre «Tetela», proviene de los términos en náhuatl: tetl, piedra; tlan, lugar de abundancia. Su significado es «Montaña» o «Lugar donde abundan las piedras».

## Demografía
| Gráfica de evolución demográfica |
|                                  |

| Censo | Población |
| ----- | --------- |
| 1900  | 1314      |
| 1910  | 1231      |
| 1921  | 744       |
| 1930  | 834       |
| 1940  | 922       |
| 1950  | 1084      |
| 1960  | 1279      |
| 1970  | 1822      |
| 1980  | 2407      |
| 1990  | 2786      |
| 2000  | 3117      |
| 2010  | 3182      |
| 2020  | 4278      |